# Phyllergates cuculatus
El sastrecillo montano (Phyllergates cuculatus) es una especie de ave paseriforme de la familia Cettiidae propia del sudeste asiático.

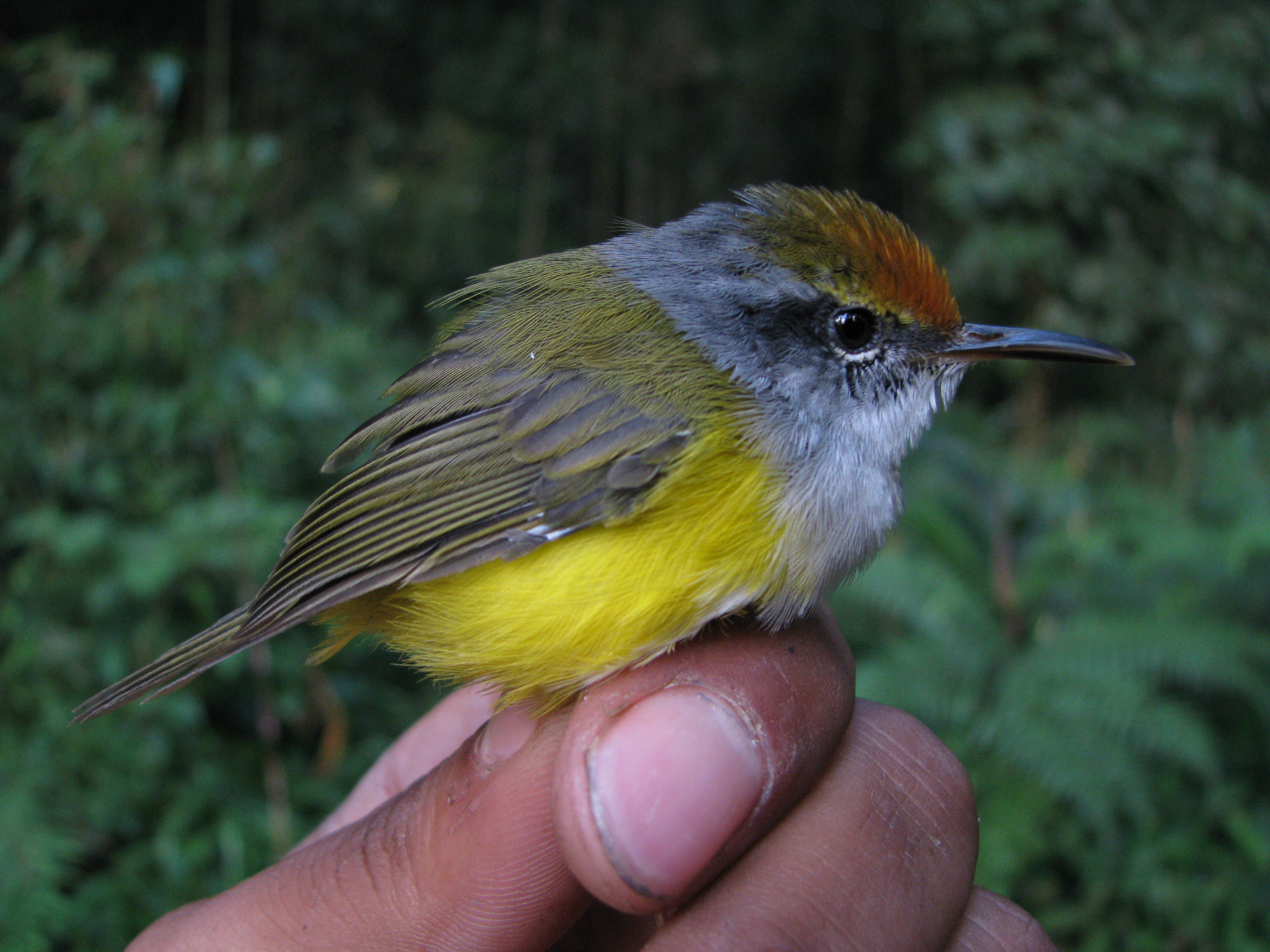
Acercamiento en Arunachal Pradesh, India

## Distribución y hábitat
Se encuentra en Bangladés, Birmania, Bután, Camboya, sur de China, noreste de la India, Indonesia, Laos, Malasia, Filipinas, Tailandia y Vietnam. Su hábitat natural son los bosques húmedos montanos subtropicales y tropicales.